# Aleksander Zaklika Czyżowski

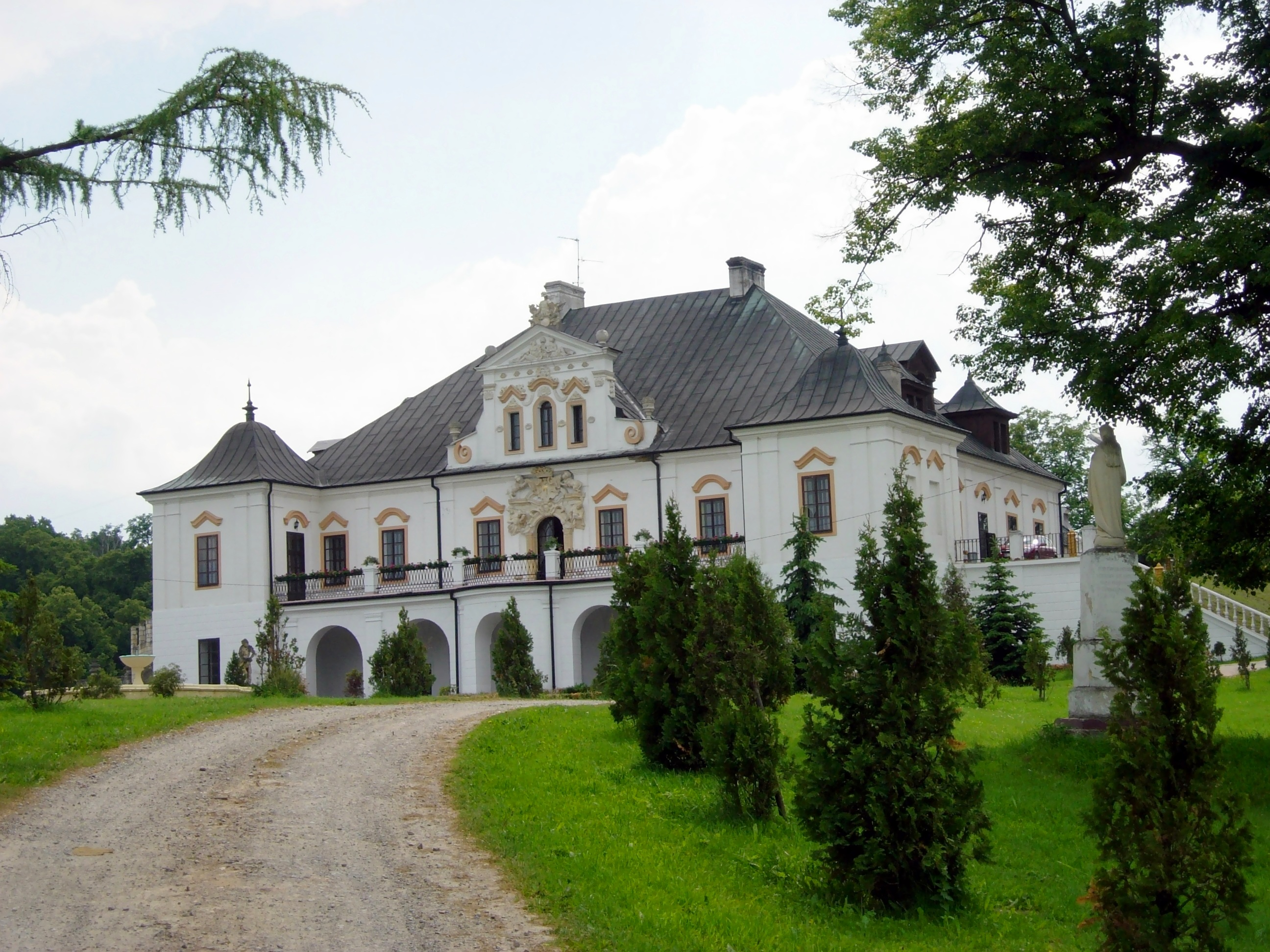
Pałac w Czyżowie Szlacheckim do dziś na swym frontonie prezentuje herb Jana Aleksandra – topór.

Jan Aleksander Zaklika Czyżowski  herbu Topór (zm. w 1761 roku) – podczaszy bracławski, marszałek sądów kapturowych województwa sandomierskiego (od 1733), kasztelan połaniecki (od 1742), delegat z województwa sandomierskiego w konfederacji dzikowskiej 1734 roku.
Syn Franciszka Zakliki Czyżowskiego herbu Topór, oraz Katarzyny Kuczkowskiej.

## Przodkowie i dziedzictwo
Należał do starej rodziny szlacheckiej Zaklików, której początki sięgają XIII wieku. Jego gałąź rodu od XVI wieku osiadła w Czyżowie pisała się „Zaklika z Czyżowa” lub „Zaklika Czyżowski”, a z czasem po prostu „Czyżowski”. Jan Aleksander należał do młodszej gałęzi rodu, której z licznych dóbr Zaklików został się jedynie majątek w Czyżowie Szlacheckim. Jego przodkowie przeszli pod koniec XVI wieku na kalwinizm, ale w XVII wieku wrócili na łono kościoła katolickiego. Także sam Jan Aleksander był gorliwym katolikiem.

## Życiorys
Jan Aleksander był jednym z pięciorga dzieci Franciszka Zakliki Czyżowskiego. Przez lata pełnił mało znaczącą funkcję podczaszego bracławskiego. Za panowania Augusta III Sasa otrzymał godność kasztelana połanieckiego (1742), którą dzierżyło wcześniej dwóch spośród jego przodków. Dzięki tej nominacji wszedł w skład senatu. Po śmierci ojca odziedziczył dobra czyżowskie. Były one od lat zaniedbane po tym jak w 1657 tutejszy zamek i gotycki kościół zostały zniszczone przez Szwedów. Aleksander w roku 1740 odbudował w Czyżowie Plebańskim kościół w stylu barokowym. Do dziś znajduje się tam jego portret i herb. Natomiast w latach 1740-1751 na miejscu, w którym stał dawny, gotycki zamek Zaklików Czyżowskich wzniósł okazałą późnobarokową rezydencję. Przy jej ozdabianiu zatrudnił znanego jezuickiego rzeźbiarza późnego baroku – Tomasza Huttera.

## Rodzina
Aleksander miał czworo rodzeństwa: trzy siostry i jednego brata, Andrzeja Czyżowskiego. Ożenił się z Zofią ze Strzyżewskich h. Radwan. Małżeństwo pozostało bezdzietne. Ponieważ także Andrzej nie pozostawił dziedzica, to w roku 1761 na Aleksandrze wygasł ród Zaklików Czyżowskich.